# 直島港ターミナル
直島港ターミナルはSANAAが設計した直島の本村エリアにあるフェリーターミナル。

## 設計
建物の中が木材桁と外がプラスチックバブル。バブルの其れ其れが4メートル直径。本村エリアの海岸でターミナルの高さは8メートル。

## 歴史
2006年SANAAは直島に海の駅を設計した。それ以来、SANAAは直島に多い建物を設計した。例えば、家プロジェクトを働いた。
直島の本村エリアでSANAAは直島港ターミナルを作るのが終わった。建物は待っている場所とかお手洗いとか自転車の駐車場。直島へ行く時人たちを見るようにSANAAは本村の海岸で直島港ターミナル立った。
夜は直島港ターミナルの中の光を点ける。バブルの中のに外から光を見える。